# ТНКА Тололош
ТНКА Тололош (шп. TNCA Tololoche) је мексички ловачки авион. Први лет авиона је извршен 1924. године. 

Направљена је мања серија од четири авиона.
Највећа брзина у хоризонталном лету је износила 225 km/h. Размах крила је био 7,80 метара а дужина 6,40 метара. Маса празног авиона је износила 679 килограма а нормална полетна маса 860 килограма. Био је наоружан са два предња митраљеза калибра 7,7 милиметара.

## Наоружање
| Наоружање авиона: ТНКА Тололош |     |
| Ватрено (стрељачко) наоружање  |     |
| Топ                            |     |
| Митраљез                       |     |
| Број и ознака митраљеза        | 2   |
| Калибар                        | 7,7 |
| Бомбардерско наоружање (бомбе) |     |
| Ракетно наоружање (ракете)     |     |